# دستگاه مختصات قطبی

نقاطی در سیستم مختصات قطبی با قطب O و محور قطبی L. نقطه با مختصات شعاعی ۳ و مختصات زاویه‌ای ۶۰ درجه یا (۳، ۶۰ درجه) به رنگ سبز، و نقطه (۴، ۲۱۰ درجه) به رنگ آبی نشان داده شده‌اند.

در ریاضیات، دستگاه مختصات قطبی (به انگلیسی: Polar coordinate system) یک دستگاه مختصات دو بعدی است که در آن هر نقطه از یک صفحه با یک فاصله از یک نقطه مرجع و یک زاویه از یک جهت مرجع تعیین می‌شود. نقطه مرجع (معادل با مبدأ در دستگاه مختصات دکارتی) قطب نامیده شده و پرتوی عبوری از قطب در جهت مرجع، محور قطبی خوانده می‌شود. فاصله از قطب را مختص شعاعی، مؤلفه شعاعی، فاصله شعاعی یا به صورت ساده شعاع و زاویه را مختص زاویه‌ای، مؤلفه زاویه‌ای، زاویه قطبی یا آزیموت می‌نامند. زوایای نماد قطبی معمولاً بر حسب درجه یا رادیان بیان می‌شوند (۲π rad برابر با ۳۶۰ درجه است).
اولین استفاده‌های مشابه که به ایجاد کنونی این دستگاه انجامیده است، توسط ابوریحان بیرونی انجام شد. جداولی با مختصات قطبی در کارها و کتاب‌های قرن ۱۳ یا ۱۴ میلادی ابوریحان بیرونی موجود است.

## تاریخچه
مفاهیم زاویه و شعاع قبلاً توسط مردمان باستانی هزاره اول قبل از میلاد استفاده می‌شد. ابرخس، ستاره‌شناس و اخترشناس یونانی (۱۹۰–۱۲۰ قبل از میلاد) جدولی از توابع وتر ایجاد کرد که طول وتر را برای هر زاویه نشان می‌دهد، و از او اشاراتی به استفاده از مختصات قطبی در تعیین موقعیت‌های ستاره‌ای وجود دارد. ارشمیدس در کتاب "در رابطه با مارپیچ (On Spirals)" مارپیچ ارشمیدسی را توصیف می‌کند، تابعی که شعاع آن به زاویه بستگی دارد. با این حال، این کار یونانی به یک دستگاه مختصات کامل گسترش پیدا نکرد.
از قرن هشتم میلادی به بعد، اخترشناسان مسلمان روش‌هایی را برای تقریب و محاسبه جهت مکه (قبله) - و فاصله آن - از هر مکانی روی زمین توسعه دادند. از قرن نهم به بعد، آنها از مثلثات کروی و روش‌های پیش‌بینی نقشه برای تعیین دقیق این مقادیر استفاده می‌کردند. این محاسبه در اصل تبدیل مختصات قطبی استوایی مکه (یعنی طول و عرض جغرافیایی آن) به مختصات قطبی آن (یعنی قبله و فاصله آن) نسبت به دستگاهی است که نصف النهار مرجع آن دایره بزرگی است که از طریق مکان داده شده و از قطب‌های زمین می‌گذرد و محور قطبی آن خط عبوری از محل و نقطه پادپای آن است.
روایت‌های مختلفی از معرفی مختصات قطبی به عنوان بخشی از یک سیستم مختصات رسمی وجود دارد. تاریخچه کامل این موضوع در کتاب خاستگاه مختصات قطبی نوشته استاد دانشگاه هاروارد، Julian Coolidge توضیح داده شده‌است.
استفاده از اصطلاح "مختصات قطبی" به گِرگوریو فونتانا نسبت داده شده‌است و توسط نویسندگان ایتالیایی قرن ۱۸ استفاده می‌شد. این اصطلاح در انگلیسی در ترجمه جورج پیکاک از حساب دیفرانسیل و انتگرال لاکروا در سال ۱۸۱۶ آمده‌است. الکسی کلرو اولین کسی بود که به مختصات قطبی در سه بعد فکر کرد و لئونارد اویلر اولین کسی بود که واقعاً آن را توسعه داد.

## کاربرد
یکی از کاربردهای مختصات قطبی در محاسبه انتگرال‌ها می‌باشد. گاهی حل یک انتگرال در دستگاه مختصات دکارتی مشکل است. در این‌گونه شرایط با یک تغییر متغیر مناسب می‌توان انتگرال را در مختصات قطبی حل نمود.
در بسیاری از معادله‌های فیزیکی نیروی مرکزی (حرکت دورانی) مانند چرخش سیاره‌ها از دستگاه قطبی استفاده می‌شود.

## نمایش نقاط
یک نقطه در دو نوع مختصات دکارتی و قطبی به صورت زیر به یکدیگر قابل تبدیل هستند:
{\displaystyle x=r\cos \theta \,}
{\displaystyle y=r\sin \theta ,\,}
و برای تبدیل مختصات دکارتی به قطبی از فرمول‌های زیر استفاده می‌شود:
{\displaystyle r^{2}=y^{2}+x^{2}\,} (قانون فیثاغورس)
{\displaystyle \theta ={\begin{cases}\arctan({\frac {y}{x}})&{\mbox{if }}x>0\\\arctan({\frac {y}{x}})+\pi &{\mbox{if }}x<0{\mbox{ and }}y\geq 0\\\arctan({\frac {y}{x}})-\pi &{\mbox{if }}x<0{\mbox{ and }}y<0\\{\frac {\pi }{2}}&{\mbox{if }}x=0{\mbox{ and }}y>0\\-{\frac {\pi }{2}}&{\mbox{if }}x=0{\mbox{ and }}y<0\end{cases}}}
بنابراین یک نقطه که توسط دستگاه دکارتی تعریف شده‌است را می‌توان در دستگاه مختصات قطبی (با توجه به خواص دایره مثلثاتی) به دو صورت تعریف کرد.
یک عدد مختلط را می‌توان همانگونه که در دستگاه مختصات دکارتی به صورت {\displaystyle z=x+iy\!} نمایش می‌دهند به صورت زیر نمایش داد:
{\displaystyle z=r\cdot (cos\theta +isin\theta )\!}
از طریق فرمول اویلر می‌توان یک عدد مختلط را به صورت زیر نیز نمایش داد:
{\displaystyle z=re^{i\theta }\,}

## معادله قطبی[۱۰]

انواع گل‌ها با a و n متغیر

معادله‌ای که در دستگاه مختصات قطبی صدق کند معادله قطبی نامیده می‌شود معروف‌ترین معادله‌های قطبی عبارتند از:
| نام                                | معادله                                                                                               | تصویر | توضیحات                                                        |
| ---------------------------------- | --- | ----- | -------------------------------------------------------------- |
| خط مورّبِ مبدأ-گذر                   | {\displaystyle \theta =C\!}                                                                          |       | C ثابت است و برابر زاویه قطع می‌باشد.                           |
| خط موازی محور xها در دستگاه دکارتی | {\displaystyle rsin\theta =b\!}                                                                      |       | b ثابت است.                                                    |
| خط موازی محور yها در دستگاه دکارتی | {\displaystyle rcos\theta =a\!}                                                                      |       | a ثابت است.                                                    |
| دایره به مرکز مبدأ مختصات          | {\displaystyle r=C\!}                                                                                |       | C ثابت است و برابر شعاع دایره می‌باشد.                          |
| حلزونی‌ها                           | {\displaystyle r=a+bcos\theta \!}                                                                    |       | a و b ثابت‌اند                                                  |
| گل                                 | {\displaystyle r=acosn\theta \!} یا {\displaystyle r=asinn\theta \!}                                 |       | a ثابت است و اگر n فرد باشد گل nپر و اگر زوج باشد گل ۲nپر است. |
| مارپیچ ارشمیدس                     | {\displaystyle r=\theta \!}                                                                          |       | -                                                              |
| پروانه                             | {\displaystyle r^{2}=asin2\theta \!} یا {\displaystyle r^{2}=acos2\theta \!}                         | -     | -                                                              |
| مقاطع مخروطی مرکزدار               | {\displaystyle r={\frac {ed}{1\pm ecos\theta }}} یا {\displaystyle r={\frac {ed}{1\pm esin\theta }}} | -     | e برابر برون‌مرکزی می‌باشد.                                      |
| Lemniscate of Bernoulli            | {\displaystyle r=a{\sqrt {2\cos(2\theta )}}}                                                         |       |                                                                |

### دلگون‌ها
معادله اصلی دلگون‌ها به صورت {\displaystyle r=a+bcos\theta \!} می‌باشد اگر a و b مثبت باشند دلگون می‌تواند شکل‌های زیر را بگیرد.
| شرط                                | نام                   | تصویر |
| ---------------------------------- | --------------------- | ----- |
| {\displaystyle 0<{\frac {a}{b}}<1} | حلزونی با یک طوقه     | -     |
| {\displaystyle {\frac {a}{b}}=1}   | دلوار (قلب شکل)       | -     |
| {\displaystyle 1<{\frac {a}{b}}<2} | حلزونی با یک فرورفتگی | -     |
| {\displaystyle {\frac {a}{b}}>2}   | حلزونی بدون فرورفتگی  | -     |

جهت دلگون‌ها به شکل زیر تعیین می‌شود(a و b مثبت هستند):

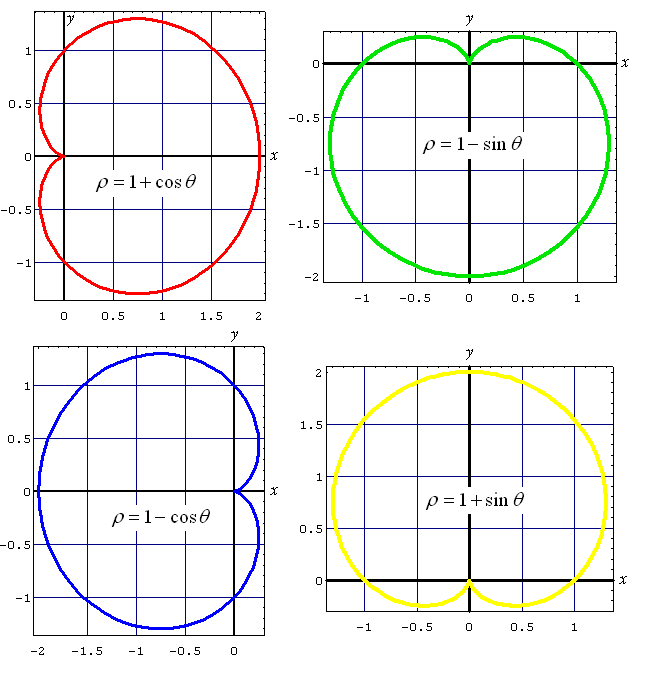
چند دلگون در جهات مختلف

| شکل معادله                        | جهت   |
| --------------------------------- | ----- |
| {\displaystyle r=a+bcos\theta \!} | راست  |
| {\displaystyle r=a-bcos\theta \!} | چپ    |
| {\displaystyle r=a+bsin\theta \!} | بالا  |
| {\displaystyle r=a-bsin\theta \!} | پایین |

### مارپیچ‌ها
معروفترین مارپیچ‌ها عبارتند از:
| نام             | معادله                                    | توضیحات     |
| --------------- | ----------------------------------------- | ----------- |
| مارپیچ ارشمیدس  | {\displaystyle r=\theta \!}               | -           |
| مارپیچ لگاریتمی | {\displaystyle r=e^{n\theta }\!}          | n ثابت است. |
| مارپیچ عکس      | {\displaystyle r=n{\frac {1}{\theta }}\!} | n ثابت است. |
| مارپیچ فرما     | {\displaystyle r^{2}=8\theta \!}          | -           |

### طول کمان معادلات و انتگرال آنها
طول کمانی در مختصات قطبی که معادله آن معلوم باشد از محاسبه انتگرال زیر به‌دست می‌آید:
{\displaystyle L=\int _{\beta }^{\alpha }{\sqrt {\left({\frac {dr}{d\theta }}\right)^{2}+r^{2}}}d\theta }